# Paramphistomata
Sous-ordre
Les Paramphistomata sont un sous-ordre de vers trématodes.

## Liste des familles
Selon ITIS (4 août 2019) :
- famille Brumptidae
- famille Cladorchiidae
- famille Gastrodiscidae
- famille Gastrothylacidae
- famille Heronimidae
- famille Mesometridae
- famille Microscaphidiidae
- famille Notocotylidae
- famille Nudacotylidae
- famille Opisthotrematidae Poche, 1926
- famille Paramphistomatidae
- famille Pronocephalidae
- famille Rhabdiopoeidae
- famille Stephanopharyngidae